# Walter Sedlmayr
Walter Sedlmayr, né le 6 janvier 1926 et mort le 14 juillet 1990, est un acteur de théâtre et de cinéma bavarois.

## Biographie
Après avoir passé son Abitur en temps de guerre — 1945 — Walter Sedlmayr a servi comme Flakhelfer (littéralement « aide de flak ») jusqu’à la fin de la Seconde Guerre mondiale.[pas clair]

### Carrière
Sa carrière a commencé par des rôles mineurs, que ce soit avec la Münchner Kammerspiele pour laquelle il a joué pendant plus de 25 ans, ou dans de nombreux Heimatfilme pendant les années 1940 et 50.
En 1971, alors associé à Rainer Werner Fassbinder, Walter Sedlmayr a été brièvement arrêté à cause d’une œuvre d’art, la Blutenburger Madonna qui a été retrouvée dans sa maison. Il a été disculpé de toutes les charges, et l’attention des médias, qui a été attirée sur lui à cause de cette affaire, l'a aidé à gagner des rôles majeurs. Sa révélation majeure est venue en 1973 par son rôle principal dans le film Theodor Hirneis oder Wie man ehem. Hofkoch wird de Hans-Jürgen Syberberg.
Par la suite, il joue dans de nombreuses séries télévisées allemandes, incluant Münchner Geschichten, Der Herr Kottnik, Der Millionenbauer, et Polizeiinspektion 1. Il apparait aussi sur scène et via d’autres médias.

### Assassinat
En juillet 1990, Walter Sedlmayr est retrouvé mort et mutilé dans sa chambre à coucher. Son homosexualité est alors rendue publique par la presse people munichoise.

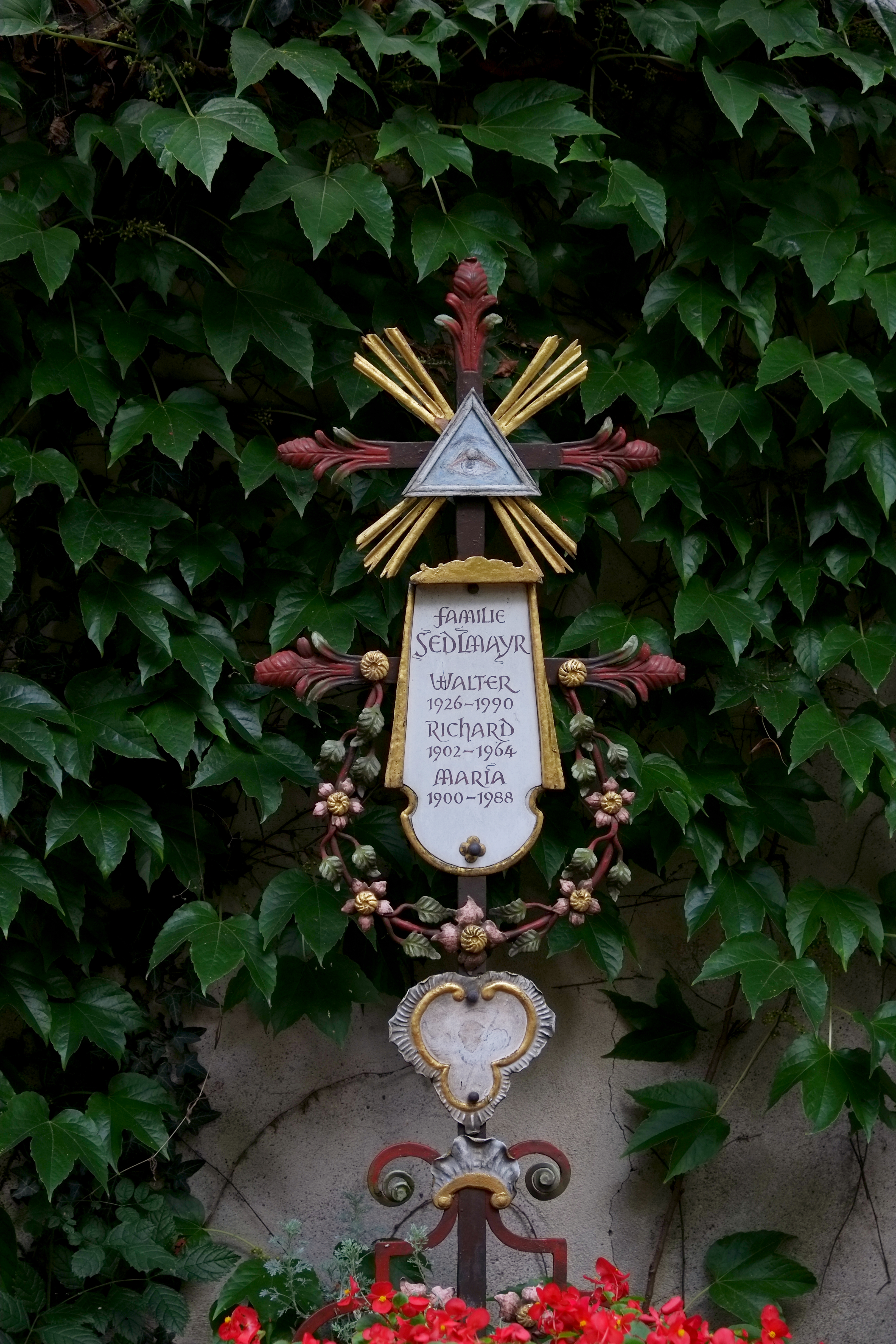
Sépulture.

En 1993, les demi-frères Manfred Lauber et Wolfgang Werlé,,,, anciens associés de Walter Sedlmayr, sont condamnés à la prison à vie pour son assassinat.
La vie et la mort de Walter Sedlmayr ont fait l’objet en 2001 de la biographie Wambo par Jo Baier, où son rôle est joué par Jürgen Tarrach (de), ainsi que d’un épisode de la série télévisée Die großen Kriminalfälle de l’ARD.
Il repose avec ses parents au cimetière de Bogenhausen, comme Fassbinder.

## Filmographie

### Cinéma
- 1949 : Die drei Dorfheiligen
- 1951 : Heidelberger Romanze
- 1952 : Zwei Menschen
- 1952 : Der Hergottschnitzer von Ammergau
- 1953 : Ehestreik
- 1954 : Die kleine Stadt will schlafen gehen
- 1954 : Rosen-Resli
- 1955 : Der Frontgockel
- 1955 : Königswalzer
- 1957 : Heiraten verboten
- 1958 : Der Pauker
- 1959 : Dorothea, La fille du pasteur (Dorothea Angermann)
- 1959 : Pris au piège (en) (Menschen im Netz)
- 1959 : Les Buddenbrook (Buddenbrooks)
- 1972 : Le Marchand des quatre saisons (Händler der vier Jahreszeiten) de Rainer Werner Fassbinder
- 1972 : Un crime ordinaire (Die Moral der Ruth Halbfass) de Volker Schlöndorff : le marchand d'armes
- 1973 : Theodor Hirneis oder Wie man ehemaliger Hofkoch wird de Hans-Jürgen Syberberg
- 1974 : Tous les autres s'appellent Ali (Angst essen Seele auf) de Rainer Werner Fassbinder
- 1975 : Le Droit du plus fort (Faustrecht der Freiheit) de Rainer Werner Fassbinder
- 1977 : Die Jugendstreiche des Knaben Karl

### Télévision
| - 1960 : Ein gewisses Röcheln (Réalisateur) - 1964 : Kriminalmuseum - 1964 : Bei Tag und Nacht - 1965 : Radetzkymarsch - 1968 : Der Staudamm - 1969 : Frei bis zum nächsten Mal - 1969 : Der Rückfall - 1970 : Baal de Volker Schlöndorff - 1970 : Le Voyage à Niklashausen, de Rainer Werner Fassbinder - 1971 : Rio das Mortes, de Rainer Werner Fassbinder - 1972 : Tatort – Münchner Kindl - 1973 : Der Kommissar – Ein Funken in der Kälte - 1973 : Tatort – Tote brauchen keine Wohnung - 1973 : Drei Partner - 1973 : Le Monde sur le fil (Welt am Draht), de Rainer Werner Fassbinder - 1974 : Die Reform - 1974–1975 : Münchner Geschichten - 1974–1975 : Spannagl & Sohn - 1974 : Der Kommissar – Tod eines Landstreichers | - 1975 : Der Kommissar – Das goldene Pflaster - 1975 : Der Kommissar – Ein Mord auf dem Lande - 1976 : Der verkaufte Großvater - 1976–1982: Reisen mit Walter Sedlmayr - 1976 : Vater Seidl und sein Sohn - 1976 : Alle Jahre wieder: Die Familie Semmeling - 1977–1988 : Polizeiinspektion 1 - 1979 et 1986/1987 : Der Millionenbauer - 1979 : Anton Sittinger - 1980 : Le Renard (Der Alte) : Herbert Smolka (Saison 4, épisode 10 : Un ami/Der Freund) - 1981 : Mein Freund, der Scheich - 1983 : Monaco Franze - 1983–1985 : Unsere schönsten Jahre - 1984 : Rambo Zambo - 1986–1987 : Der Schwammerlkönig - Inspecteur Derrick [Qui ?] - Der Herr Kottnik |

## Récompenses
- 1973 : Prix du film allemand du meilleur acteur (Outstanding Individual Achievement) pour le film Theodor Hirneis oder Wie man ehemaliger Hofkoch wird